# Civil Rights Act (1866)
Civil Rights Act är en lag i USA från 1866, som gav befriade slavar mer frihet. Lagförslaget introducerades samma år som USA avskaffade slaveriet, 1865, men president Andrew Johnson fällde det i mars 1866 med sitt veto. Civil Rights Act blev sedan den första lagen i USA som trädde i kraft trots presidentens veto, i och med att kongressens båda kamrar godkände lagen med tillräckliga majoriteter.